# Campionati europei di badminton a squadre 2006
I Campionati europei di badminton a squadre 2006 si sono svolti a Salonicco, in Grecia. È stata la 1ª edizione del torneo, organizzato dalla Badminton Europe.

## Podi
| Evento           | Oro         | Argento     | Bronzo      |
| Torneo maschile  | Danimarca   | Germania    | Inghilterra |
| Torneo femminile | Paesi Bassi | Inghilterra | Germania    |